# 지마왕릉
경주 지마왕릉(慶州 祗摩王陵)은 대한민국 경상북도 경주시 배동에 있는 신라 지마왕(112∼134)의 무덤이다. 1971년 4월 28일 대한민국의 사적 제221호 지마왕릉으로 지정되었으나, 2011년 현재의 명칭으로 변경되었다.

## 개요
신라 지마왕(112∼134)의 무덤으로 23년간 재위하면서 가야, 왜구, 말갈의 침입을 막았다.
성은 박씨로서 파사왕의 아들이다. 무덤의 모양은 비교적 규모가 큰 둥근무덤으로 남산에 뻗은 경사면의 높은 곳에 만들었으며 별다른 특징은 없다. 무덤의 위치와 규모 및 형태로 보아 신라 초기에 만든 것으로 볼 수는 없다. 무덤 앞에 최근에 설치한 작은 석상이 놓여있다.

## 현지 안내문
이 능은 신라 제6대 지마왕(祗麻王, 재위 112~134)을 모신 곳으로  남산의 서쪽 하단에 위치해 있다.
능은 밑둘레 38m, 높이 3.4m로 흙을 둥글게 쌓아올린 형태이며 별다른 특징은 없다.
왕은 파사왕(婆娑王의 아들로 태어나 23년 간 재위하면서 가야·왜구·말갈의 침입을 막아 국방을 튼튼히 하였다.

## 같이 보기
- 지마 이사금

## 참고 자료
- 지마왕릉 - 국가유산청 국가유산포털